# Мигел Лопез де Легаспи
Мигел Лопез де Легаспи (шп. Miguel López de Legázpi, IPA: ; Зумарага, око 1502 — Манила, 20. август 1572), такође познат као Ел Аделантадо (шп. El Adelantado, IPA: ) и Ел Вијехо / Старији (шп. El Viejo, IPA: ), био је баскијско-шпански морепловац и гувернер који је основао прво шпанско насеље у Источним Индијама на прекотихоокеанској експедицији из Вицекраљевства Нова Шпанија до данашњег Мексика која је прошла и кроз Себу (Филипинска острва), године 1565. Био је први генерал-гувернер Шпанских Источних Индија које су укључивале Филипине и друге пацифичке архипелаге, то јест Гвам и Маријанска острва. Након што је успео да стекне поштовање других многобројних аутохтоних нација и краљевстава, Де Легаспи је 1571. године прогласио Манилу главним градом Шпанских Источних Индија. Главни град провинције Албај на Филипинима, Легаспи Сити, носи његово име.

## Мексико
Ернан Кортес (1485—1547), пустолов и конкистадор који је освојио државу Астека, 1528. године је почео са оформљавањем насеља у Северној Америци; Лопез де Легаспи је у то време отпутовао у данашњи Мексико (тада Нова Шпанија) да би започео нови живот. Де Легаспи је ово урадио због смрти родитеља и због лошег односа са својим најстаријим братом који је наследио породично богатство. У Тласкали је радио са Хуаном Гарсесом и Хуановом сестром Исабел Гарсес. Де Легаспи је оженио Гарсесову и добили су деветоро деце; међутим, Исабел је умрла средином 1550-их.
У раздобљу од 1528. до 1559. године, Де Легаспи је радио као шеф савета финансијског одељења те као грађански гувернер Мексико Ситија.

## Легат
Експедиција Легаспија и Урданете на Филипине ефективно је створила трговачку руту односно галеон Манила—Акапулко, којим је сребро копано у Мексику и Потосију трампљено за кинеску свилу и порцелан, индонезијске зачине, индијске драгуље и друга цењена добра у Европи у то време. Трговачка рута која је настала била је важна комерцијална веза између Латинске Америке и Азије—Пацифика, а производи и роба су чак налазили пут и до Европе (преко Хаванских галеона) пружајући велику финансијску потпору Шпанској империји.
Наредне 333 године, од 1565. када је Шпанија први пут успоставила колонијалну власт у земљи до Париског договора од 10. децембра 1898. године, Филипини су били шпанска колонија (укључујући и период 1762—1764. када су Британци контролисали Манилу и лучни град Кавите али не и целу земљу).

## У медијима
- Марк Гил је глумио Де Легаспија у филипинској историјској драмско-епској фантастичној ТВ серији из 2013. године, Индио.

## Галерија
- Родно место Де Легаспија у Зумараги (Гипускоа)
- Статуа Легаспија испред Тврђаве Сан Педро (Себу Сити)
- Статуа Легаспија у Зумараги (Шпанија)
- Споменик Легаспи—Урданета у Манили
- Мигел Лопез де Легаспи и Андрес де Урданета (Манила)
- Легаспијеви посмртни остаци у Цркви Свети Агустин (Манила)
- Гробница Мигела Лопеза де Легаспија (Манила)
- Легаспи на новчаници од 500 пезоса (1936)